# Коронация Бокассы I

Штандарт Императора Центральной Африки, используемый Бокассой I в 1976—1979 годах

Коронация императора Центральной Африки Бока́ссы I — первая и последняя коронация императора Центральноафриканской империи, провозглашённой в 1976 году президентом Центральноафриканской Республики (ЦАР) Жан-Беделем Бокассой.
Коронация, ставшая практически точной копией наполеоновской коронации, а также сопутствовавшие ей мероприятия по инициативе Бокассы были проведены с роскошью и размахом. Расходы на них составили свыше 20 миллионов долларов США и, несмотря на существенную материальную поддержку со стороны Франции, нанесли серьёзный ущерб государству, вызвав огромный резонанс в Африке и во всём мире. После коронации Бокасса находился у власти менее двух лет: в сентябре 1979 года в его отсутствие в стране произошёл бескровный переворот, в результате которого страна снова стала республикой.

## Историческая ретроспектива

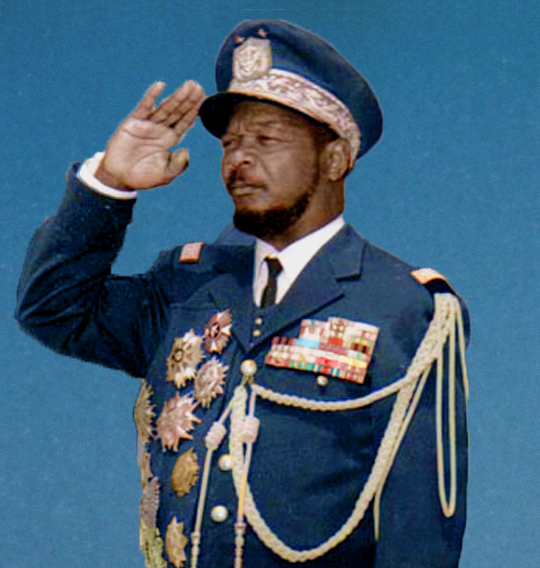
Жан-Бедель Бокасса

О своих планах провозгласить ЦАР империей и устроить торжества по этому поводу Бокасса сообщил президенту Франции Валери Жискар д’Эстену ещё весной 1976 года, когда тот в очередной раз посетил это африканское государство.
По мнению Бокассы, создание монархии должно было помочь Центральной Африке «выделиться» в лучшую сторону на фоне остальной части континента, а также повысить свой авторитет на международной арене. Французский лидер предложил ему провести церемонию коронации в традиционном африканском стиле, и притом скромно, избегая больших денежных затрат, поскольку ЦАР была одним из беднейших государств Африки и пышная коронационная церемония могла повлечь за собой негативные экономические и социальные последствия. Однако Бокасса настаивал на своём и — более того — настойчиво просил Жискар д’Эстена об оказании Францией помощи в организации и проведении предстоящего мероприятия. Президент Франции вынужденно ответил согласием, на что было несколько причин: во-первых, отказ мог поставить под угрозу продолжение выгодной для французов добычи урана и алмазов на территории ЦАР, а во-вторых, Франция была заинтересована в сохранении своего влияния в этом африканском государстве, которое, наряду с Габоном и Заиром, представляло собой часть «треугольника», на который опиралась французская политика в Центральной Африке. Беспокойство со стороны Франции упрочилось после того, как Бокасса предпринял попытку сближения с ливийским лидером Муаммаром Каддафи, находившимся в напряжённых отношениях с Францией и — в особенности — с профранцузским Чадом (из-за  территориального спора). Это вынудило Жискар д’Эстена пообещать центральноафриканскому президенту материальную помощь в обмен на разрыв с Каддафи.
4 декабря 1976 года на чрезвычайном съезде правящей партии ДСЭЧА президент Центральноафриканской Республики Жан-Бедель Бокасса объявил о переименовании Центральноафриканской Республики в Центральноафриканскую Империю (ЦАИ) и о провозглашении себя императором Центральной Африки. На съезде была принята заранее подготовленная конституция империи, согласно которой император являлся главой исполнительной власти, а монархия объявлялась наследственной, передаваемой по нисходящей мужской линии в том случае, если император сам не назначит будущего преемника. Полный титул императора выглядел так: Император Центральной Африки, волей центральноафриканского народа, объединённого в национальную политическую партию ДСЭЧА. Вскоре после провозглашения империи Бокасса, годом ранее принявший ислам и сменивший имя на Салах-ад-дин Ахмед Бокасса во время визита в ЦАР ливийского лидера Муаммара Каддафи, вновь перешёл в католичество.
Первым из мировых лидеров, поздравивших Бокассу с принятием императорского титула, стал Жискар д’Эстен, уже на протяжении нескольких лет поддерживавший с Бокассой дружеские отношения: ещё в 1975 году глава французского государства назвал себя «другом и членом семьи» центральноафриканского президента. Кроме того, Жискар д’Эстен неоднократно посещал ЦАР, чтобы поохотиться на территории личных владений Бокассы, откуда он и его братья привозили слоновьи бивни, выделанные головы львов и подаренные им самим Бокассой бриллианты, что выяснилось несколько позднее. Будущий диктатор ЦАР был хорошо знаком и с первым президентом послевоенной Франции Шарлем де Голлем, который считал его своим «союзником по оружию». Сам же Бокасса сказал после смерти де Голля: «Я потерял своего биологического отца, будучи ребёнком, и теперь пришёл черёд моего истинного отца, генерала де Голля…».

## Подготовка к коронации
Свою коронацию новоявленный монарх планировал провести ровно через год после провозглашения ЦАИ — 4 декабря 1977 года — по прообразу коронации Наполеона Бонапарта, произошедшего 2 декабря 1804 года в Соборе Парижской Богоматери, — французского императора он считал своим кумиром. Кроме самого Бокассы, в ходе её должна была быть коронована его «супруга номер один» Екатерина Дангиаде. Их общий четырёхлетний сын Жан-Бедель — один из более чем 40 детей Бокассы — был провозглашён наследником престола. Примечательно, что на сегодняшний день он продолжает оставаться главой императорского дома Бокасса и формальным претендентом на центральноафриканский трон под именем Бокассы II. Другие близкие родственники императора получили титулы принцев и принцесс.
Для подготовки к коронации в ЦАР было сформировано несколько специальных комитетов, каждый из которых отвечал за определённую сферу подготовки. Так, комитету, отвечавшему за размещение, было поручено найти подходящие помещения с расчётом на 2500 иностранных гостей. С этой целью, получив разрешение Бокассы, сотрудники комитета стали реквизировать у жителей Банги квартиры, дома, отели на период торжеств и ремонтировали комнаты, предназначенные для гостей. Задачей другого комитета стала полная смена облика столицы, а в особенности тех районов, которые должны были использоваться во время коронации. Под его руководством происходили уборка улиц, покраска зданий, а также выселение городских нищих и бродяг за пределы центральных районов Банги.
Текстильные предприятия Центральноафриканской империи были заняты пошивом сотен пар парадных костюмов для местных жителей, которым предстояло стать гостями на церемонии. Власти регламентировали определённый дресс-код: детям предписывалось надеть белую одежду, чиновникам среднего звена — тёмно-синюю, а высокопоставленным чиновникам и министрам — чёрную.
Преемник Хлодвига Великого,

Героев Греции и Галлии,

Карла Великого и Людовика Святого,

Бонапарта и де Голля —

Бокасса — новый Бонапарт,

Банги — его прославленный город,

Затмивший Рим, Афины, Спарту

Своей блистательной красотой.
Пока в столице происходила подготовка к торжественным мероприятиям, Бокасса искал контакты с иностранными деятелями искусств и приглашал их в Банги, чтобы те увековечили его имя в своих произведениях. Так, западногерманский художник Ганс Линус Мурнау написал два больших портрета императора. На одном из них Бокасса был изображён с непокрытой головой, на другом — увенчанный короной. Последний портрет был впоследствии изображён на памятной почтовой марке, приуроченной к коронации. Кроме того, во Франции были созданы «Имперский марш» и «Имперский вальс», а также коронационная ода, которая состояла из двадцати катренов.
Многие предметы, используемые на коронации, были изготовлены французскими мастерами. Ещё в ноябре 1976 года представитель посольства ЦАР во Франции конфиденциально сообщил скульптору Оливье Брису о том, что президент Бокасса хотел бы привлечь его к работе над украшением собора Нотр-Дам в Банги. Кроме того, Брису было поручено разработать проекты императорского трона и экипажа.
Кольцо с «подобающе» крупным бриллиантом Бокасса заказал американскому предпринимателю и политическому оперативнику Альберту Жоли. Тот принял заказ, но не имел средств для приобретения достаточно крупного камня. Жоли приказал обработать низкосортный алмаз мелкокристаллической породы чёрного цвета, напоминающий очертания Африки на карте, и вставить в большое кольцо. Место, которое примерно соответствовало положению Центральноафриканской империи в Африке, было украшено бесцветным бриллиантом массой 1/4 карата. Поделка, цена которой не превышала 500 долларов, была представлена Бокассе как «уникальный бриллиант» стоимостью более 500 тысяч долларов. После свержения Бокасса взял «уникальный бриллиант» в изгнание, и Жоли цинично не рекомендовал его продавать.
Трон, изготовленный из позолоченной бронзы, был выполнен в виде сидящего орла с распростёртыми крыльями. Высота трона составляла 3,5 метра, ширина — 4,5 метра, а весил он порядка двух тонн. Для изготовления трона Брис построил специальную мастерскую рядом со своим домом в Жизоре, Нормандия, где им занималось около 300 рабочих. Тронное сиденье из красного бархата, занимавшее полость в «животе» позолоченного орла, сделал местный драпировщик Мишель Кузен. В общей сложности стоимость трона составила приблизительно 2,5 миллиона долларов США. Для экипажа, в котором Бокассе предстояло проезжать по улицам Банги в день коронации, скульптор Брис приобрёл старинную карету в Ницце, отреставрировал её, изнутри обил бархатом, а снаружи частично отделал золотом и добавил символические элементы в виде орлов. Восемь белых лошадей, которых планировалось запрячь в экипаж императора, были найдены в Бельгии. Кроме них, ЦАИ приобрела ещё несколько десятков нормандских серых лошадей для эскорта Бокассы, члены которого всё лето 1977 года провели в нормандском Лизьё, где прошли специальные курсы верховой езды.

Каркас короны Бокассы I (без бриллиантов). Современная интерпретация

Во Франции было пошито и большинство костюмов. Изготовлением коронационного костюма для Бокассы занялась французская фирма «Гизелин», когда-то выполнявшая аналогичную работу при Наполеоне Бонапарте. В состав императорского одеяния входили: длинная, до пола, тога, декорированная тысячами крошечных жемчужин; выполненные в тон тоге, украшенные жемчугом туфли, а также девятиметровая мантия из малинового бархата, украшенная золотыми эмблемами в виде орлов и окаймлённая горностаевым мехом. Всё это в совокупности обошлось центральноафриканской казне в 145 тысяч долларов США. Ещё 72,4 тысячи долларов составила стоимость платья, сшитого для императрицы Екатерины и украшенного 935 тысячами металлических блёсток. Помимо платья, для императрицы была изготовлена мантия, аналогичная мантии Бокассы, но отличавшаяся более скромным размером.
Изготовлением императорской короны занимался Артюс Бертран, ювелир из Сен-Жермен-де-Пре. Дизайн короны был традиционен: она имела тяжёлый остов, опиравшийся на горностаевое оголовье с малиновым пологом. Над оголовьем располагался золотой венец, посередине которого была помещена фигура орла, а от венца ответвлялись восемь дуг, поддерживавших синюю сферу — символ Земли — на которой очертания Африки были выделены золотым цветом. Кроме того, вся корона была инкрустирована бриллиантами, самый крупный из которых — в 80 карат — находился в центре фигуры орла, на самом видном месте. Стоимость короны оценивается не менее, чем в 2,5 миллиона долларов США. Отдельная корона в виде венца, украшенного бриллиантом в 25 карат, предназначалась и для императрицы. Помимо того, для коронации были изготовлены императорский скипетр (жезл), меч и ряд ювелирных украшений. Всё это, включая обе короны, оценивалось примерно в 5 миллионов долларов.
Продукты — более 240 тонн еды и напитков, которые должны были подаваться на банкете после коронации, — тоже доставлялись в ЦАР самолётами из Европы. Одного только вина в Банги было доставлено до 40 тысяч бутылок, в том числе производства хозяйств Шато Лафит-Ротшильд и Шато Мутон-Ротшильд, урожая 1971 года. Каждая бутылка по тем временам оценивалась приблизительно в 25 долларов. Кроме вина, Бокасса заказал во Франции 24 тысячи бутылок шампанского Moët & Chandon и своего любимого шотландского виски Чивас Ригал, а также 10 тысяч приборов столового серебра.
Для того чтобы иностранные гости были достойно приняты в Банги, Бокасса распорядился о приобретении 60 автомобилей Mercedes-Benz новейшей модели. Поскольку ЦАИ не имела выхода к морю, первоначально машины были доставлены в один из портов Камеруна и лишь после этого переправлены в Банги авиатранспортом. Одна только воздушная транспортировка всех автомобилей обошлась государству в 300 тысяч долларов США.
Когда всё предназначенное для проведения церемонии коронации было успешно закуплено и доставлено в Банги, общая сумма, включавшая как расходы на иностранные приобретения, так и внутренние затраты, составила около 22 миллионов долларов США. Для экономики отсталого, практически нищего африканского государства, каким являлась Центральноафриканская империя, такая сумма была крайне велика, поскольку равнялась четверти годового бюджета страны. Впрочем, большую часть расходов взяла на себя Франция — в обмен на обещанный Бокассой разрыв с Ливией, но и с учётом этого ЦАР пришлось выплатить значительную сумму.

### Приглашение гостей
По замыслу Бокассы, его коронация должна была пройти при обязательном присутствии папы Римского Павла VI. По всей видимости, он намеревался, как некогда Наполеон Бонапарт, взять корону из рук папы и водрузить её себе на голову самостоятельно. С просьбой пригласить главу католической церкви на коронацию Бокасса обратился к местному архиепископу монсеньору Ндайену и папскому нунцию в ЦАИ Ориано Куиличи. Воспротивившись этой идее, в июне 1977 года нунций объяснил Бокассе, что папа слишком стар для столь длительных путешествий (на тот момент Павлу VI было уже 79 лет) и, в связи с этим, он не сможет посетить церемонию. Лучшим, что мог предложить императору нунций, было проведение мессы после коронационной церемонии. Получив согласие Бокассы, Куиличи связался с Ватиканом и добился соглашения на вылет в Банги монсеньора Доменико Энричи, который уже представлял папу Римского во время коронации испанского короля Хуана Карлоса I в 1975 году.
Наибольшее беспокойство со стороны Бокассы вызывали отказы глав государств, в том числе монархов, приглашаемых в Банги. Так, приглашения отклонили император Японии Хирохито и иранский шах Мохаммед Реза Пехлеви — первые в списке гостей, составленном Бокассой. Остальные правящие монархи — один за другим — также не изъявили желания посетить церемонию. Отказом на приглашение ответил и премьер-министр Маврикия Сивусагур Рамгулам, а мавританский президент Моктар ульд Дадда вместо себя отправил в Банги свою супругу. Единственным аристократом, прилетевшим в Банги, стал князь Эммануил Лихтенштейнский, член правящего дома карликового государства в Европе.
Большинство государств на церемонии коронации представляли их послы в ЦАИ, а ряд стран и вовсе бойкотировал церемонию. Даже авторитарные африканские лидеры Омар Бонго, Мобуту Сесе Секо и Иди Амин нашли причины для того, чтобы отказаться от посещения ЦАИ. Позднее, в одном из своих интервью Бокасса мотивировал их отказы тем, что «они завидовали ему, потому что у него была Империя, а у них — нет».
Самым неожиданным стало решение не участвовать в церемонии коронации президента Франции Валери Жискар д’Эстена: он ограничился тем, что прислал Бокассе саблю «Наполеоновской эпохи» в качестве подарка от лица французского правительства. Вместо главы государства в Банги Францию представляли министр по делам сотрудничества Робер Галлей и советник президента по африканским делам Рене Журниак. Поддержав Бокассу, Галлей осудил высокопоставленных лиц, отказавшихся принять приглашение в Банги, но при этом охотно принимавших участие в юбилейных торжествах по случаю 50-летия королевы Елизаветы II в 1976 году. «Это попахивает расизмом», — резюмировал он. В конечном итоге из 2500 приглашённых согласилось приехать только 600 человек, включая 100 журналистов. Несмотря на полное отсутствие глав государств, в Банги не было недостатка в дипломатах и бизнесменах, в том числе европейских.

## Коронация
4 декабря 1977 года в 7 часов утра лимузины «Мерседес-Бенц» уже везли гостей в направлении нового, построенного рабочими из Югославии баскетбольного стадиона, где должна была состояться коронация. По пути к стадиону автомобили проезжали по заранее приведённым в надлежащее состояние улицам Банги, проследовав мимо Дворца Спорта имени Жан-Беделя Бокассы, по авеню Бокасса, неподалёку от Университета имени Жан-Беделя Бокассы. К 8:30 все гости и участники церемонии — около 4 тысяч человек — находились на своих местах, а к 9 часам ожидалось прибытие самого Бокассы. Для поддержания соответствующей атмосферы в расположенных на стадионе динамиках громко играла торжественная музыка.
Часть стадиона, где должна была проходить коронация, по замыслу Бриса была украшена знамёнами и гобеленами национальных цветов, красными шторами и ковровым покрытием. Секция, в которой находились троны для императора и императрицы на невысоких платформах, была полностью красного цвета. Трон императрицы был на порядок скромнее императорского: он представлял собой высокое кресло из красного бархата с бархатным же балдахином с золотой бахромой. Слева от него располагалось небольшое сиденье для престолонаследника, Жана-Беделя-младшего. Стадион тщательно охранялся французскими военными, присланными в ЦАИ «для обеспечения церемонии».
К 9 часам кортеж Бокассы всё ещё находился в пути, и присланный из Франции знаменитый флотский оркестр в составе 120 человек, присутствовавший на стадионе, начал играть старинную кабацкую мелодию «Chevaliers de la table ronde», чтобы отвлечь гостей. Поскольку кондиционирование воздуха на стадионе не работало, жара более 35 °C постепенно давала о себе знать, что создавало дискомфорт для присутствовавших, одетых в костюмы и вечерние платья. Некоторые, чтобы не вспотеть, обмахивались программками церемонии, которые выдавались каждому гостю. Только примерно к 10:10 императорский кортеж, проделавший путь длиной в несколько километров от самого Дворца Возрождения, подъехал к стадиону. По пути следования кортежа произошла заминка: не выдержав жары, сопровождавшей их во время езды в закрытом экипаже, Бокасса и императрица Екатерина пересели в один из «Мерседесов», оборудованный кондиционером, а за несколько сотен метров до достижения конечной точки маршрута вновь пересели в карету.
В 10:15 церемония коронации началась. Первыми в зал вошли два гвардейца в военной форме наполеоновской эпохи, которые пронесли до конца ковровой дорожки государственный флаг и имперский штандарт, после чего встали с ними по бокам от платформы, где располагались троны. За гвардейцами последовал наследник престола, сын Бокассы. Мальчик был облачён в белую парадную военную форму с золотой тесьмой и лентой через плечо, а на голове его находилась белая фуражка. После него в зале появилась императрица Екатерина. Поверх её платья была закреплена мантия, а голову её украшал золотой венок, имитирующий лавровый. Императрицу сопровождали фрейлины в розовых и белых вечерних платьях и широкополых шляпках, поддерживавшие длинный шлейф её платья до тех пор, пока та не достигла своего трона.
Перед тем, как в зал вошёл сам Бокасса, флотский оркестр смолк. «Его Величество Бокасса Первый, император Центральной Африки!» — объявил голос из громкоговорителя под барабанную дробь. Сопровождаемый звуками имперского марша на ковровой дорожке появился император, облачённый в белую тогу, подпоясанную ремнём с пятью полосами цветов государственного флага. Через плечо Бокассы была протянута широкая лента, на руках — надеты перчатки из шкуры белой антилопы, а голову украшал золотой венец, выполненный в древнеримском стиле. Сопровождаемый эскортом, оператором и фотографами, он поднялся на платформу, к своему трону, после чего гвардейцы вручили ему атрибуты императорской власти: меч и двухметровый скипетр, который Бокасса взял в правую руку. Затем несколько пар гвардейцев поднесли к трону длинную бархатную мантию, и один из них надел её на императора. После этого Бокасса самостоятельно надел на себя корону. Публика отреагировала на это аплодисментами. В довершение всего император публично принял присягу центральноафриканскому народу. В ней были такие слова:
Мы, Бокасса I, Император Центральной Африки волей центральноафриканского народа… торжественно клянёмся и обещаем — перед народом, перед всем человечеством и перед историей — делать всё возможное для защиты конституции, защиты национальной независимости и территориальной целостности… и служить центральноафриканскому народу в соответствии со священными идеалами национальной политической партии.

Императрица Екатерина на троне во время коронации. Слева видны две её фрейлины

Когда Бокасса закончил выступление, присутствующие снова зааплодировали, а в громкоговорителях зазвучал центральноафриканский гимн на языке санго. По его завершении началась коронация императрицы Екатерины. Одетая в мантию, она подошла к супругу и встала перед ним на колени, после чего он снял с её головы венок и водрузил корону. Эта сцена, как подмечали свидетели коронации, имела заметное сходство с моментом, запечатлённым на полотне «Посвящение императора Наполеона I и коронование императрицы Жозефины в соборе Парижской Богоматери 2 декабря 1804 года» кисти Жак-Луи Давида. Примечательно, что и французский министр Робер Галлей во время коронации был одет, как маршал Мишель Ней во время коронации Наполеона. Окончательно завершило церемонию коронации выступление прибывшего на стадион хора.
После коронации император, императрица с фрейлинами и наследник престола, а также остальные дети Бокассы отправились на мессу в кафедральный собор, находившийся в двух километрах от стадиона. По пути их сопровождал конный отряд гусар. В то время, как император и императрица вновь ехали в закрытом экипаже, престолонаследник находился отдельно от них, в открытом конном экипаже. По пути в собор императорский кортеж проезжал под триумфальными арками и знамёнами с литерой «B» (Bokassa), появившимися в Банги накануне торжеств, а вдоль дороги на тротуарах стояли толпы людей. Их действия, как пишет Брайан Титли, не демонстрировали «очевидного энтузиазма».
В соборе для Их Величеств были заранее заготовлены два трона, а для Жана-Беделя-младшего — небольшое сиденье, подобное тому, какое было на стадионе. Ещё несколько сидений предназначалось для высокопоставленных гостей, однако на всех мест не хватило, и многим пришлось стоять. Мессу на трёх языках — французском, латинском и санго — проводил архиепископ Ндайен. Он проповедовал с достоинством, желая императору успехов, но при этом избегая ожидаемых чрезмерных похвал и лести.

## Продолжение торжеств

### Званый вечер
Последним мероприятием 4 декабря стал устроенный Бокассой банкет для наиболее выдающихся, по его представлению, гостей. Те же, кто не был приглашён на приём, отправлялись в бар гостиницы Hotel Rock, оборудованный кондиционерами.

Император и императрица Центральной Африки на торжественном банкете

Всего на банкете, состоявшемся вечером того же дня во Дворце Возрождения в Банги, присутствовало около 400 посетителей. Поскольку с наступлением вечера жара в столице постепенно спадала, мероприятие проводилось на открытом воздухе: столы, за которыми сидели приглашённые, располагались на территории обширного, украшенного фонтанами и резьбой по кости, живописного сада, прилегавшего ко Дворцу и в целях безопасности защищённого экранами из пуленепробиваемого стекла. К 9 часам вечера, когда все гости собрались, официанты начали подавать еду, хотя Бокасса, по своему обыкновению, всё ещё опаздывал к столу и появился лишь спустя некоторое время. К этому времени он сменил коронационные одежды и регалии на маршальский мундир и фуражку с кокардой и страусиными перьями, а на пальце императора блестело кольцо с чёрным бриллиантом. Императрица, сопровождавшая его, была одета в длинное французское вечернее платье от-кутюр.
На банкете подавались самые разнообразные блюда, включая деликатесы: иранская икра, рулеты «Chaussons aux écrevisses» с раковым мясом, осетрина «Suprême de capitaine à l’oseille», мясо антилопы под охотничьим соусом, фуа-гра. На десерт гостям был предложен огромный семислойный «имперский торт», украшенный зелёной глазурью. Когда торт вывезли к столам, с него сняли верхнюю часть, выпустив наружу полдюжины голубей. Посуда на столах соответствовала её содержимому: ужин подавался на золотых и фарфоровых тарелках, заказанных специально у знаменитого лиможского мастера Берардо. Когда гости вдоволь наелись, Бокасса наклонился к Роберу Галлею и шепнул: «Вы этого не замечали, но вы ели человеческое мясо». Неизвестно, говорил император правду или нет, но впоследствии его слова стали одним из поводов для появления версии о том, что Бокасса был людоедом. Более того, существует мнение, что поданное мясо принадлежало заключённым, содержавшимся в тюрьме Банги.
После ужина состоялся запланированный 35-минутный перерыв, во время которого во Дворце был дан праздничный фейерверк. Пиротехники, занимавшиеся его организацией, а также кондитеры и дворецкие прибыли в ЦАИ из Парижа. За ним последовало эстрадное представление. Несколько номеров в ходе его исполнил танцевально-песенный коллектив, состоявший из бывших «барных девушек» из Сайгона. Участвовал в представлении и флотский оркестр, который выступал на стадионе. Когда он заиграл «имперский вальс», написанный во Франции специально по случаю коронации Бокассы, император и императрица пригласили гостей на танцевальную площадку. Званый вечер подошёл к концу примерно к 2:30 ночи.

### Парад
На следующее утро, 5 декабря 1977 года, в Банги начался торжественный парад по случаю коронации Бокассы. Парад проходил по одному из главных проспектов центральноафриканской столицы, где была установлена специальная обзорная трибуна для императора и его гостей. В 10 часов утра на место прибыл Бокасса, снова опоздавший на час. Император снова надел в маршальскую форму, а Екатерина — платье в стиле «Garden party» и бледно-лиловую широкополую шляпу.
По сути парад стал завершающей частью торжеств, приуроченных к коронации императора. Днём 5 декабря в Банги был проведён ряд спортивных соревнований, тоже приуроченных к коронации Бокассы, крупнейшим из которых стал баскетбольный турнир «Кубка Коронации» — на нём присутствовал и сам император, а вечером состоялось несколько вечеринок и приёмов. Постепенно праздничная атмосфера в столице улетучилась, и гости стали отправляться домой, после чего Банги вернулся к привычному образу жизни.

## Реакция и оценки

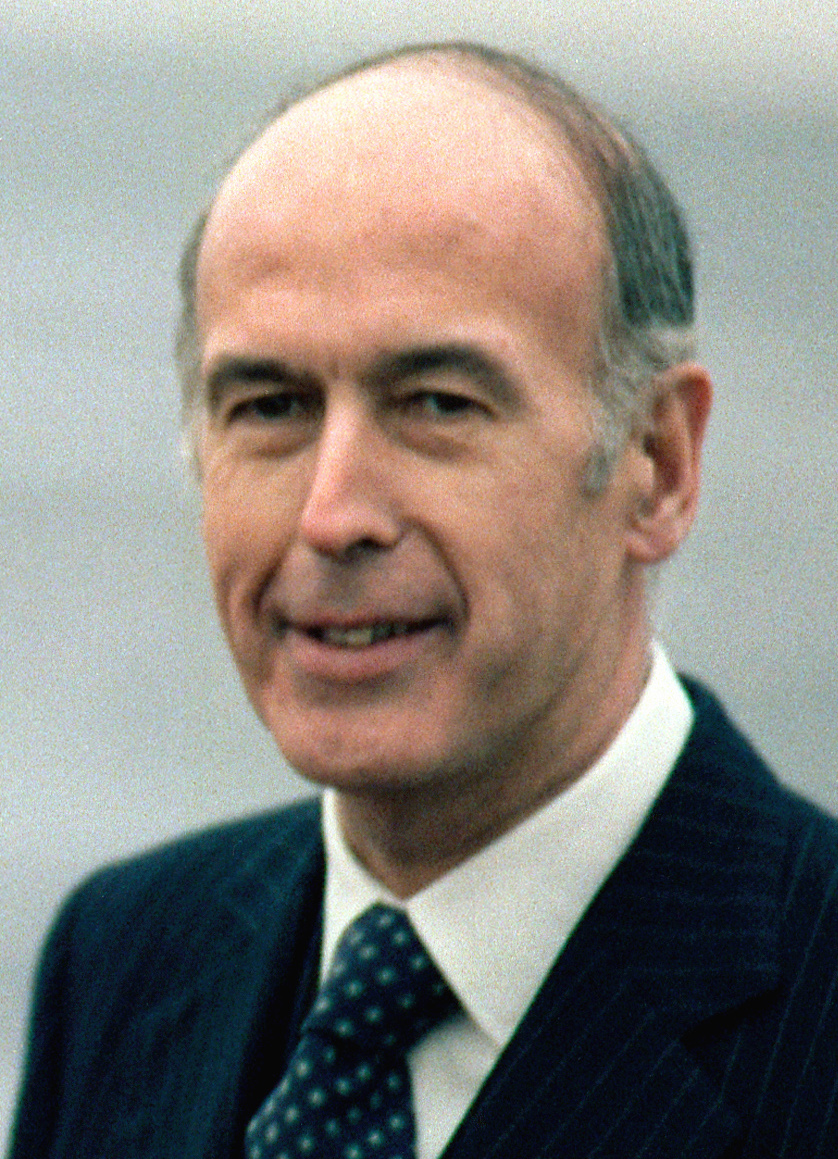
Валери Жискар д’Эстен

Коронация Бокассы вызвала неоднозначную реакцию во всём мире, а в Африке повлекла за собой, в основном, резко негативные отзывы. Так, кенийская газета Daily Nation назвала славу, пришедшую к Бокассе после коронации, «клоунской», а замбийская Daily Mail выразила сожаление в связи с его «неприятной выходкой». Реакция в Европе на события в ЦАИ была в целом пренебрежительной: французские журналисты ассоциировали коронацию с маскарадом, высмеивая расточительность и тщеславие Бокассы. Оценка президента Франции Жискар д’Эстена была более оптимистичной. Смотревший запись церемонии по телевизору, он назвал происходящее «красивым» и подчеркнул «определённые достоинства» такой коронации. Императрицу Екатерину он сравнил с женой Наполеона, императрицей Жозефиной Богарне, назвав их обеих «воплощениями скромности и очарования».
Несмотря на то, что коронация и сопутствующие ей торжества нанесли серьёзный урон бюджету государства, Бокасса не был единственным монархом, решившимся на подобный поступок: в 1971 году, по случаю 2500-летия с момента основания Персидской империи, иранский шах Мохаммед Реза Пехлеви объявил себя преемником царя Дария и потратил на празднование юбилея порядка 100 миллионов долларов США. Эта сумма намного превосходила ту, которая была потрачена Бокассой в 1977 году.
Заместитель директора Института стран Азии и Африки МГУ Леонид Гевелинг сказал, что, по его мнению, вина в понесении бюджетом ЦАИ огромного ущерба лежала не только на Бокассе, но и на «смотревших на это дело сквозь пальцы французах и некоторых других европейцах», потому как именно при их поддержке состоялась коронация в Банги.